# Ягубецька сільська рада
Ягу́бецька сільська́ ра́да — адміністративно-територіальна одиниця та орган місцевого самоврядування у Христинівському районі Черкаської області. Адміністративний центр — село Ягубець.

## Загальні відомості
- Населення ради: 1 143 особи (станом на 2001 рік)

## Населені пункти
Сільській раді підпорядковані населені пункти:
- с. Ягубець

## Склад ради
Рада складається з 12 депутатів та голови.
- Голова ради: Синиця Василь Іванович
- Секретар ради:

### Керівний склад попередніх скликань
| Прізвище, ім'я, по батькові | Основні відомості                                                                                 | Дата обрання | Дата звільнення |
| --------------------------- | ------------------------------------------------------------------------------------------------- | ------------ | --------------- |
| Андрущак Галина Василівна   | Сільський голова, 1954 року народження, освіта середня загальна, член Української Народної Партії | 26.03.2006   | 31.10.2010      |
| Андрущак Галина Василівна   | Сільський голова, 1954 року народження, освіта середня загальна, позапартійна                     | 31.10.2010   | 25.10.2015      |
| Синиця Василь Іванович      | Сільський голова, 1966 року народження, освіта професійно-технічна, безпартійний                  | 25.10.2015   |                 |

Примітка: таблиця складена за даними сайту Верховної Ради України та ЦВК

### Депутати VII скликання
За результатами місцевих виборів 2015 року депутатами ради стали:

#### За суб'єктами висування
| Суб'єкт висування | Кількість обраних депутатів | %      |
| ----------------- | --------------------------- | ------ |
| Самовисування     | 12                          | 100.00 |

#### За округами
| № округу | Прізвище, ім'я, по батькові   | Ким висунуто  | Дата нар.  | Освіта              | Партійна приналежність | Відомості                                               |
| -------- | ----------------------------- | ------------- | ---------- | ------------------- | ---------------------- | ------------------------------------------------------- |
| 1        | Дячук Олег Сергійович         | Самовисування | 08.09.1981 | загальна середня    | безпартійний           | Цукровий завод, робітник                                |
| 2        | Кононенко Анна Іванівна       | Самовисування | 17.02.1987 | загальна середня    | безпартійна            | ідальня, кухар                                          |
| 3        | Швайдак Анна Вікторівна       | Самовисування | 21.02.1984 | вища                | безпартійна            | Ягубецька ЗОШ, організатор по навчально-виховній роботі |
| 4        | Павлик Ірина Володимирівна    | Самовисування | 10.05.1973 | професійно-технічна | безпартійна            | Ягубецька сільська рада, землемір                       |
| 5        | Синиця Антоніна Юхимівна      | Самовисування | 03.03.1967 | професійно-технічна | безпартійна            | Ягубецька ЗОШ, організатор дитячого колективу           |
| 6        | Поціпух Ольга Петрівна        | Самовисування | 07.07.1970 | професійно-технічна | безпартійна            | ДП СГП «Ягубець», бухгалтер-касир                       |
| 7        | Андрущак Олександр Вікторович | Самовисування | 09.04.1978 | вища                | безпартійний           | ФОП Діденко, будівельник                                |
| 8        | Ткач Олена Павлівна           | Самовисування | 29.01.1958 | професійно-технічна | безпартійна            | пенсіонер                                               |
| 9        | Мельник Тетяна Борисівна      | Самовисування | 30.09.1967 | вища                | безпартійна            | приватний підприємець                                   |
| 10       | Грабарчук Наталія Іванівна    | Самовисування | 12.07.1958 | вища                | безпартійна            | Ягубецька ЗОШ, вчитель                                  |
| 11       | Балченко Валентина Миколаївна | Самовисування | 27.05.1963 | вища                | безпартійна            | Ягубецька ЗОШ, вчитель                                  |
| 12       | Шевчук Юрій Валентинович      | Самовисування | 04.05.1962 | професійно-технічна | безпартійний           | ПГ «Хутірець», головний енергетик                       |

### Депутати VI скликання
За результатами місцевих виборів 2010 року депутатами ради стали:

#### За суб'єктами висування
| Суб'єкт висування                                       | Кількість обраних депутатів | %    |
| ------------------------------------------------------- | --------------------------- | ---- |
| Політична партія Всеукраїнське об'єднання «Батьківщина» | 6                           | 42,9 |
| Самовисування                                           | 3                           | 21,4 |
| Соціалістична партія України                            | 3                           | 21,4 |
| Комуністична партія України                             | 2                           | 14,3 |

#### За округами
| № округу                                                | Прізвище, ім'я, по батькові   | Дата визнання обраним | Освіта             | Партійна приналежність                        | Відомості про обраного депутата                                                  |
| ------------------------------------------------------- | ----------------------------- | --------------------- | ------------------ | --------------------------------------------- | -------------------------------------------------------------------------------- |
| Комуністична партія України                             |                               |                       |                    |                                               |                                                                                  |
| 3                                                       | Швець Ольга Анатоліївна       | 05.11.2010            | середня            | член Комуністичної партії України             | тимчасово не працює                                                              |
| 10                                                      | Лещенко Тетяна Федорівна      | 05.11.2010            | середня спеціальна | член Комуністичної партії України             | фельдшерсько-акушерський пункт с. Ягубець, медсестра                             |
| Політична партія Всеукраїнське об'єднання «Батьківщина» |                               |                       |                    |                                               |                                                                                  |
| 4                                                       | Балченко Валентина Миколаївна | 05.11.2010            | вища               | позапартійна                                  | Ягубецька загальноосвітня школа, заступник директора з виховної роботи           |
| 5                                                       | Горенко Оксана Миколаївна     | 05.11.2010            | вища               | член Всеукраїнського об'єднання «Батьківщина» | Ягубецька загальноосвітня школа, вчитель                                         |
| 7                                                       | Синиця Антоніна Юхимівна      | 05.11.2010            | середня спеціальна | член Всеукраїнського об'єднання «Батьківщина» | Ягубецька загальноосвітня школа, організатор позакласної роботи                  |
| 11                                                      | Кривошия Юрій Васильович      | 05.11.2010            | вища               | член Всеукраїнського об'єднання «Батьківщина» | ДПСГП «Ягубець», комірник                                                        |
| 12                                                      | Мельничук Людмила Миколаївна  | 05.11.2010            | вища               | позапартійна                                  | Ягубецька загальноосвітня школа, заступник директора з навчально виховної роботи |
| 14                                                      | Ткач Олена Павлівна           | 05.11.2010            | середня спеціальна | член Всеукраїнського об'єднання «Батьківщина» | ДПСГП «Ягубець», бухгалтер                                                       |
| Соціалістична партія України                            |                               |                       |                    |                                               |                                                                                  |
| 2                                                       | Грабарчук Наталія Іванівна    | 05.11.2010            | вища               | член Соціалістичної партії України            | Ягубецька загальноосвітня школа, вчитель                                         |
| 6                                                       | Лисиця Олена Василівна        | 05.11.2010            | середня спеціальна | член Соціалістичної партії України            | Ягубецька загальноосвітня школа, техпрацівник                                    |
| 13                                                      | Андрієвська Тетяна Василівна  | 05.11.2010            | вища               | член Соціалістичної партії України            | Ягубецька сільська рада, секретар                                                |
| Самовисування                                           |                               |                       |                    |                                               |                                                                                  |
| 1                                                       | Сон Василь Ін-Собі            | 17.04.2011            | середня спеціальна | позапартійний                                 | Фермерське господарство «Сонексім», голова                                       |
| 8                                                       | Куник Валентина Василівна     | 05.11.2010            | вища               | позапартійна                                  | Ягубецька сільська рада, гол. бухгалтер                                          |
| 9                                                       | Довгань Валентина Юріївна     | 05.11.2010            | середня            | позапартійна                                  | ВАТ ощадбанк, контролер-касир                                                    |